# Sielmaszewiec Biszkek
Sielmaszewiec Biszkek (kirg. Футбол клубу «Сельмашевец» Бишкек) – kirgiski klub piłkarski, mający siedzibę w stolicy kraju, mieście Biszkek.

## Historia
Chronologia nazw:
- 19??: Torpedo Frunze (ros. «Торпедо»» Фрунзе)
- 1963: Sielmaszewiec Frunze (ros. «Сельмашевец» Фрунзе)
- 1992: Sielmaszewiec Biszkek (ros. «Сельмашевец» Бишкек)
- 1994: połączył się z Instrumientalszczik Biszkek w nowy klub Rotor Biszkek (ros. «Ротор» Бишкек)

Piłkarski klub Torpedo został założony w miejscowości Frunze po zakończeniu II wojny światowej (w październiku 1941 do miasta został ewakuowany Pierwomajski Zakład Maszyn Rolniczych z Berdiańska). W 1963 klub przyjął nazwę Sielmaszewiec Frunze. Zespół występował w rozgrywkach o mistrzostwo i Puchar Kirgiskiej SRR. Wielokrotnie zdobywał trofea.
W 1992 po uzyskaniu niepodległości przez Kirgistan klub debiutował w rozgrywkach Wyższej Ligi Kirgistanu. W związku ze zmianą nazwy miasta został przemianowany na Sielmaszewiec Biszkek. W debiutowym sezonie zajął 4.miejsce. W 1993 był na ósmej pozycji. W 1994 po fuzji z klubem Instrumientalszczik Biszkek został utworzony nowy klub o nazwie Rotor Biszkek.

## Sukcesy

### Trofea międzynarodowe
Nie uczestniczył w rozgrywkach azjatyckich (stan na 31-12-2015).

### Trofea krajowe
Kirgistan
| \| \| Zdobyte trofea w rozgrywkach Kirgistanu (stan na: 31-12-2015) \| |                                                               |      |          |
| Rozgrywki                                                              | Osiągnięcie                                                   | Razy | Sezon(y) |
| Mistrzostwo                                                            | I miejsce                                                     | 0    |          |
| Mistrzostwo                                                            | II miejsce                                                    | 0    |          |
| Mistrzostwo                                                            | III miejsce                                                   | 0    |          |
| Mistrzostwo                                                            | 4.miejsce                                                     | 1    | 1992     |
| Puchar                                                                 | zdobywca                                                      | 0    |          |
| Puchar                                                                 | finalista                                                     | 0    |          |
| Puchar                                                                 | półfinalista                                                  | 1    | 1993     |
| II liga                                                                | I miejsce                                                     | ?    |          |
| II liga                                                                | II miejsce                                                    | ?    |          |
| II liga                                                                | III miejsce                                                   | ?    |          |
| Kirgistan                                                              | Zdobyte trofea w rozgrywkach Kirgistanu (stan na: 31-12-2015) |      |          |

ZSRR
- Mistrzostwo Kirgiskiej SRR:
  - mistrz (16x): 1956, 1958, 1959, 1964, 1966, 1968, 1972, 1973, 1977, 1979, 1986, 1987, 1988, 1989, 1990, 1991
  - wicemistrz (3x): 1960, 1965, 1974
- Puchar Kirgiskiej SRR:
  - zdobywca (15x): 1956, 1959, 1965, 1966, 1968, 1969, 1970, 1973, 1975, 1977, 1984, 1985, 1989, 1990, 1991

## Stadion
Klub rozgrywał swoje mecze domowe na stadionie Sielmaszewiec w Biszkeku, który może pomieścić 1000 widzów.